# Кристешти (Браешти)
Кристешти (рум. Cristești) насеље је у Румунији у округу Јаши у општини Браешти. Oпштина се налази на надморској висини од 110 m.

## Становништво
Према подацима из 2011. године у насељу је живело 1284 становника.